# Алеева-Штекер, Анна Сергеевна
Анна Сергеевна Алеева (настоящая фамилия — Алексеева, в замужестве — Штекер) (15 ноября 1866,  Москва — 1 мая 1936,  Москва) — русская актриса. Сестра К. С. Станиславского.
Была ученицей и партнершей К. С. Станиславского по Алексеевскому кружку и Обществу искусства и литературы.
С 1899 до 1903 год играла в труппе Московского Художественного театра. Выступала под псевдонимом Алеева-Штекер.
Сыграла на сцене МХТ:
- Марию Годунову в «Смерти Иоанна Грозного» А. К. Толстого,
- Ганну в «Ганнеле» Гауптмана,
- Елену Прекрасную и Весну (один раз) в «Снегурочке» Александра Островского и другие роли.

В послереволюционные годы работала в кружках самодеятельности в деревне. Преподавала ритмику.
Ушла из театра по домашним обстоятельствам.